# Années 890 av. J.-C.
Les années 890 av. J.-C. couvrent les années de 899 av. J.-C. à 890 av. J.-C.

## Événements
- 901–896 av. J.-C. : le roi d’Assyrie Adad-nerari II annexe le royaume araméen du Hanigalbat (région du Nisibe) en six campagnes[1].

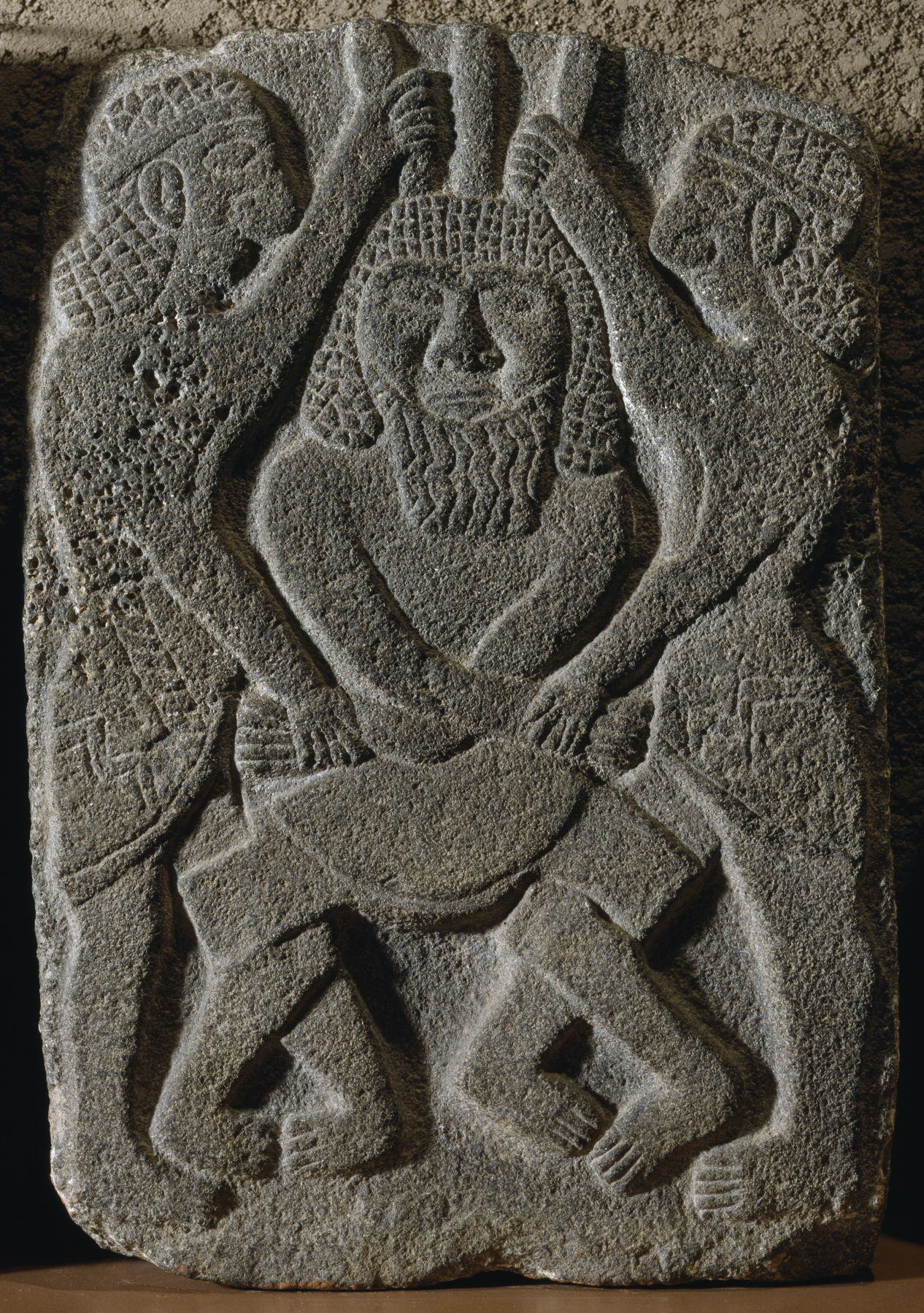
Relief du palais du roi Kapara à Guzana.

- 899-892 av. J.-C. : règne de Zhou Yiwang, septième roi de la dynastie Zhou en Chine[2].
- 899-888 av. J.-C. (?) : règne de Nabû-shuma-ukîn, roi de Babylone. Nouvelle guerre entre Babylone et l’Assyrie de Adad-nerari II, terminée par un traité de paix qui dure 80 ans. Chacun des deux souverains épouse une fille de l'autre[3].
- Vers 897-889 av. J.-C. : règne de Astharymos, roi de Tyr[4].
- 893 av. J.-C. : première mention du Bit Bahiani (en), royaume araméen de la vallée du Khabur, en Syrie, mentionné comme tributaire dans les archives du roi assyrien Adad-nerari II. Son roi Kapara (en), construit dans sa capitale Guzana un palais pourvu d’un hilani et décoré d’orthostates sculptés[5].
- 891-886 av. J.-C. : règne de Zhou Xiaowang, huitième roi de la dynastie Zhou en Chine[2]
- Vers 890 av. J.-C. : Sheshonq II règne comme corégent de son père Osorkon à Tanis[6].